# Microstomum lineare
Microstomum lineare is een platworm (Platyhelminthes). De worm is tweeslachtig. De soort leeft in zoet water.
Het geslacht Microstomum, waarin de platworm wordt geplaatst, wordt tot de familie Microstomidae gerekend. De wetenschappelijke naam van de soort werd voor het eerst geldig gepubliceerd in 1773 door Müller.